# KAIENTAI DOJO
KAIENTAI DOJO（カイエンタイ・ドウジョウ）は、千葉県を拠点にしたプロレス団体。2002年4月に設立.。創業者のTAKAみちのくが取締役解任・退団したことをきっかけに、2019年6月に団体名を2AW、社名を有限会社オンリーアドバンスに改称し、団体を一新した。

## 所属選手とスタッフの本名について
所属選手とスタッフの本名は基本的に公開しない方針をとっている。本名で活動してもプロフィールは「本名：非公開」になっている。他団体からの参戦、移籍組に関しては過去に公開済みであっても所属後は同様の処置をしている。方針理由は明らかにされていないが個人的に公表しても違反や罰則はない。
ここ最近では特例で明かしたり、Facebookを開設した際に本名を出す選手も出てきている。TAKAみちのくは過去に「本名：非公開」のまま本名にちなんだユニット名で活動していた。火野裕士はテレビ出演した際、本名の記載された卒業アルバムの写真を公開している。

## 特徴
選手が個性的な部分を主張してエンターテイメント性が強いプロレスを展開している。エントランスムービーを流しながらの選手入場、試合会場裏でのスキット、選手を「タレント」と呼称しているなどTAKAみちのくが所属していたWWFでのノウハウが随所に組み込まれていた。
TAKAは頭部から垂直に落とすプロレス技を嫌っているため垂直落下系技の使用が少ない。「大技連発をしないで1点集中攻撃」のコンセプトであり、逆に垂直落下系の技を使用することでTAKAへの反骨心、挑戦アピールの意味合いが生まれていた。

## 歴史

### 2000年
- 10月、WWFのTAKAみちのくがプエルトリコに日本人プロレスラー養成道場として「KAIENTAI DOJO」を創業。当初はプエルトリコでトレーニングを積んだ所属選手をプエルトリコでデビューさせた後、日本に逆上陸させるシステムを取っており、成績不振の所属選手がプエルトリコに強制送還されることがあった。
- 11月19日、IWAでHi69、ヤス・ウラノがデビュー。

### 2001年
- 4月27日、IWAで真霜拳號がデビュー。
- 10月6日、大阪プロレスで柏大五郎がデビュー。
- 10月18日、IWAでMIYAWAKIがデビュー。
- 12月1日、IWAで境摩夜がデビュー。
- 12月13日、IWAでPSYCHOがデビュー。
- 12月20日、IWAでRyokoがデビュー。

### 2002年
- 1月4日、IWAでサンボ大石、十島くにお、Mr.X、アップルみゆきがデビュー。
- 2月20日、IWAでMr.X No.3がデビュー。
- 3月、TAKAがWWFを退団。K-DOJOがプエルトリコから撤退してTAKAの地元千葉に拠点を移した。
- 3月3日、みちのくプロレスで石坂鉄平がデビュー。
- 3月25日、DDTプロレスリングで松本だいすけがデビュー。
- 4月1日、プロレス団体運営企業として、有限会社かいえんたいどうじょうを設立。
- 4月12日、YOSHIYAが入団。
- 4月20日、ディファ有明でプロレス団体として「KAIENTAI DOJO」の旗揚げ戦「CLUB-K SUPER K-first impression」を開催。ジョー青山、シルバー・ウルフ、DJニラがデビュー。ジャッキー広江、トミー茨城がレフェリーデビュー。味方冬樹、カロリーナあきこがリングアナウンサーデビュー。
- 5月25日、山縣優が入団。
- 6月1日、スマックガールで高橋エリがデビュー。
- 6月23日、X No.4がデビュー。
- 7月3日、X No.2がデビュー。
- 7月9日、旭志織がデビュー。
- 7月18日、木高イサミがデビュー。
- 7月23日、X No.5がデビュー。
- 8月22日、ナルシー秋宗がレフェリーデビュー。

### 2003年
- 1月3日、「CLUB-K ビックリショー」を開催。
- 3月21日、上越たくがデビュー。
- 4月20日、Hard core kid 狐次郎がデビュー。
- 5月3日、KAZMAがデビュー。
- 5月4日、ウルフが引退。
- 5月24日、カウボーイビリーがデビュー。
- 8月3日、「マスク祭り」を開催。
- 11月23日、火野裕士がデビュー。
- 12月31日、ロミー鈴木がデビュー。

### 2004年
- 3月21日、稲松三郎、石川はじめがデビュー。
- 12月26日、「K-AWARD」を開催。

### 2005年
- 1月23日、中川ともかがデビュー。
- 4月24日、小幡優作がデビュー。
- 5月21日、練習生として入団したバンビが再デビュー。
- 7月15日、お船が引退。
- 8月14日、「TAKAパニック」を開催。

### 2006年
- 2月6日、房総ボーイMildがデビュー。
- 4月5日、Hi69が退団。
- 4月13日、「R-60」を開催。
- 5月7日、石川が引退。
- 7月17日、梶ヤマトがデビュー。
- 11月12日、小幡が退団。
- 11月19日、滝澤大志、ヒロ・トウナイ、ランディ拓也がデビュー。
- 12月1日、藤澤忠伸が入団。

### 2007年
- 4月8日、ニラが引退。
- 5月5日、中川がエスオベーションに移籍。
- 6月10日、マイク・リーJr.が引退。
- 7月8日、ウラノが退団。
- 10月21日、熊本ちえがレフェリーデビュー。

### 2008年
- 1月3日、関根龍一、堀内和也がデビュー。
- 2月24日、堀内が引退。
- 5月6日、安沢が引退。
- 9月14日、みゆきが退団。
- 9月21日、石坂鉄平が引退。
- 11月26日、熊本がレフェリー引退。

### 2009年
- 4月12日、マリーンズマスク（初代）がデビュー。
- 12月27日、マリーンズ（初代）が退団。

### 2010年
- 1月3日、岩虎タケトがデビュー。
- 3月20日、ちはな陽子がレフェリーデビュー。
- 10月17日、岩虎が引退。
- 12月25日、大石が退団。

### 2011年
- 1月11日、マリーンズマスク（2代目）がデビュー。
- 2月13日、佐藤悠己が入団。
- 4月9日、陽子がレフェリーを引退。
- 7月31日、山縣が退団。
- 8月28日、拓也が退団。

### 2012年
- 1月3日、リッキー・フジが入団。
- 2月26日、KAZMA、滝澤が退団。
- 4月8日、本田アユムがデビュー。
- 4月14日、リングアナウンサーの平岩豪が入団。
- 5月6日、マリーンズ（2代目）が退団。
- 7月8日、滝澤が再入団。
- 10月14日、YOSHIYAが引退。タンク永井がデビュー。

### 2013年
- 6月16日、雄馬がデビュー。
- 7月2日、滝澤が不祥事により無期限謹慎処分を受けた[1]。
- 7月15日、マリーンズマスク（3代目）がデビュー。

### 2014年
- 4月29日、吉野コータローがデビュー。
- 8月24日、ティーラン獅沙がデビュー。
- 9月14日、洞口義浩が入団。
- 12月28日、滝澤の無期限謹慎処分が解除された[2]。

### 2015年
- 9月6日、最上九、GO浅川がデビュー。
- 10月27日、火野が退団。
- 11月1日、吉田綾斗、ダイナソー拓真がデビュー。

### 2016年
- 1月21日、関根がプロレスリングBASARAに移籍。
- 8月20日、マリーンズマスク（4代目）がデビュー。
- 11月6日、ERINAがデビュー。

### 2017年
- 2月5日、稲松が引退。
- 10月15日、笹村あやめがデビュー。

### 2018年
- 4月22日、花見達也、進垣リナがデビュー。
- 5月6日、ヒロが引退。
- 6月17日、柏大が引退。
- 9月7日、ERINAが退団。
- 12月24日、マリーンズマスク（4代目）が引退。

### 2019年
- 1月13日、遊馬が退団。
- 1月19日、TAKAが記者会見を行って不祥事により、1月30日で取締役解任及び退団することを発表。
- 4月8日、団体名と社名を変更することを発表。
- 4月13日、6月から団体名を2AW、社名をオンリーアドバンスに変更することを発表[3][4]。
- 5月26日、Blue Fieldで「KAIENTAI DOJO最終興行〜17年間応援ありがとう〜」を開催。
- 5月31日、洞口が退団。
- 6月1日、団体名を2AW、法人名をオンリーアドバンスに改称。改称後の初興行を"旗揚げ戦"と称し、大規模の団体リニューアルを実施した。
- 6月2日、TKPガーデンシティ千葉で2AWの"旗揚げ戦"として「GRAND SLAM in TKPガーデンシティ千葉」を開催。

## タイトル
- CHAMPION OF STRONGEST-K王座
- CHAMPION OF STRONGEST-K TAG王座
- 千葉6人タッグ王座
- UWA&UWFインターコンチネンタルタッグ王座
- WEWハードコアタッグ王座

トーナメント戦、リーグ戦
- 海王トーナメント
- BO-SOゴールデンタッグトーナメント
- K-METAL LEAGUE
- EXトーナメント

## 最終所属選手

### 男子選手
- リッキー・フジ
- さとうゆうき（旧：佐藤悠己、現：AMAKUSA）

1期生
- MIYAWAKI

2期生
- 真霜拳號
- 十嶋くにお（旧：十島くにお）
- 房総ボーイ雷斗（旧：X No.2）

4期生
- 旭志織

8期生
- 梶トマト（旧：梶ヤマト）

9期生
- 滝澤大志

12期生
- 本田アユム（旧：マリーンズマスク（3代目））

13期生
- タンク永井

14期生
- 吉野コータロー

15期生
- ティーラン獅沙

16期生
- 最上九
- 浅川紫悠（旧：GO浅川）
- 吉田綾斗
- ダイナソー拓真（現：条柴拓真）

18期生
- 花見達也

### 女子選手
第7期生
- バンビ

第19期生
- 笹村あやめ
- 進垣リナ

## スタッフ

### レフェリー
- トミー茨城
- ナルシー秋宗

### リングアナウンサー
- 華純
- 長谷部愛

## 歴代所属選手

### 男子選手
- GENTARO
- 藤田ミノル
- シルバー・ウルフ
- 房総ボーイMild
- 筑前りょう太
- マリーンズマスク（初代）
- キム・ナムソク
- YOSHIYA
- 藤澤忠伸
- TAKAみちのく
- 洞口義浩

1期生
- Hi69
- マイク・リーJr.（現：マイク佐藤）
- ヤス・ウラノ
- 柏大五郎

2期生
- 石坂鉄平
- 円華（旧：Mr.X No.3、X No.3、SUPER-X、現：新納刃）
- 大石真翔（旧：サンボ大石）
- JOE（旧：ジョー青山、ジョー緑山、ジョー赤山、ザ・ハンサムJOE）
- PSYCHO（旧：マリーンズマスク（2代目）、現：がばいじいちゃん）
- Mr.X
- 境摩夜

3期生
- 松本だいすけ
- 木高イサミ
- DJニラ
- X No.4（Mis X）

4期生
- KAZMA（現：KAZMA SAKAMOTO）
- 安沢たく（旧：TAKUみちのく、上越たく）
- Hard core kid 狐次郎
- X No.5
- カウボーイビリー

5期生
- 火野裕士
- 稲松三郎
- ロミー鈴木
- 石川はじめ

7期生
- 小幡優作

9期生
- ダンディ拓也（旧：ランディ拓也）
- ヒロ・トウナイ

10期生
- 関根龍一
- 堀内和也

11期生
- 岩虎タケト

13期生
- 遊馬（旧：雄馬、現：ユーマ24）

17期生
- マリーンズマスク（4代目）

### 女子選手
1期生
- お船（旧：Ryoko）

2期生
- アップルみゆき（現：ハイビスカスみぃ）

4期生
- 山縣優

7期生
- 中川ともか（旧：TOMOみちのく）

16期生
- ERINA

## 歴代スタッフ
- ジャッキー広江（レフェリー）
- イーグル直樹（フリー）（レフェリー）
- ニード手島（フリー）（レフェリー）
- 熊本ちえ（レフェリー）
- ちはな陽子（レフェリー）
- ヴォイスィー陽介（リングアナウンサー）
- 味方冬樹（リングアナウンサー、3代目コミッショナー）
- カロリーナあきこ（リングアナウンサー）
- 平岩豪（フリー）（リングアナウンサー）
- 中村吉晴（初代コミッショナー）
- 上島洋（現：296）（初代ゼネラルマネージャー、2代目コミッショナー、4代目コミッショナー）
- 井内総一郎（2代目ゼネラルマネージャー）
- マイク佐藤（5代目コミッショナー）
- ミス・モンゴル（コーチ）

## サラウンドフォース
K-DOJOで行われているバトルロイヤル。
- 試合は主に8人で行われて2人ずつ4隅のコーナーに待機する。
- このうち2人に試合の権利が与えられて試合を行う。
- 試合の権利を持つ選手はコーナーに待機するすべての選手と交替することができる。
- いずれかの選手が3カウント、ギブアップを奪った時点で試合終了になる。そのため、試合の権利を持たない選手は、それを阻止しなければならない。

## 試合中継
- プロレスKING（GAORA）
- THIS IS KAIENTAI DOJO（GAORA）
- プロレスリングTV We are KAIENTAI DOJO（CTC）